# Lista de representantes permanentes das Filipinas nas Nações Unidas
Esta é uma lista de representantes permanentes das Filipinas, ou outros chefes de missão, junto da Organização das Nações Unidas em Nova Iorque.
As Filipinas foram um dos Estados fundadores das Nações Unidas e é membro desde 24 de outubro de 1945.
| Início | Término | Representante permanente (Chefe de missão) | Cargo                    | Credenciais |
| ------ | ------- | ------------------------------------------ | ------------------------ | ----------- |
| 1946   | 1953    | Carlos P. Rómulo                           | Representante permanente |             |
| 1954   | 1957    | Felixberto Serrano                         | Representante permanente |             |
| 1958   | 1961    | Francisco Afan Delgado                     | Representante permanente |             |
| 1962   | 1964    | Jacinto Borja                              | Representante permanente |             |
| 1964   | 1969    | Salvador P. Lopez                          | Representante permanente |             |
| 1970   | 1977    | Narciso G. Reyes                           | Representante permanente |             |
| 1979   | 1982    | Alejandro Yango                            | Representante permanente |             |
| 1982   | 1985    | Luis Moreno-Salcedo                        | Representante permanente |             |
| 1986   | 1987    | Salvador P. Lopez                          | Representante permanente |             |
| 1987   | 1988    | Emmanuel Pelaez                            | Representante permanente |             |
| 1988   | 1989    | Claudio Teehankee                          | Representante permanente |             |
| 1990   | 1992    | Sedfrey Ordonez                            | Representante permanente |             |
| 1992   | 1994    | Narcisa L. Escaler                         | Representante permanente |             |
| 1994   | 2001    | Felipe Mabilangan                          | Representante permanente |             |
| 2001   | 2002    | Alfonso Yuchengco                          | Representante permanente | 2001-11-15  |
| 2003   | 2007    | Lauro Baja                                 | Representante permanente | 2003-05-21  |
| 2007   | 2010    | Hilario Davide Jr.                         | Representante permanente | 2007-03-02  |
| 2010   | 2015    | Libran N. Cabactulan                       | Representante permanente | 2010-04-29  |
| 2015   | 2016    | Lourdes O. Yparraguirre                    | Representante permanente | 2015-04-22  |
| 2016   | atual   | Teodoro Locsin Jr.                         | Representante permanente |             |